# Alessio Di Mauro
Alessio di Mauro (Siracusa, 9 de Agosto de 1977) é um tenista profissional italiano, chegou a ser o número 68° da lista da ATP, em 2007.
Ficou conhecido tambem pelo escândalo de apostas no tênis, apostando em outras partidas, que não o envolvia, sua pena foi de nove meses, do ATP Tour, por apostas dentre 2006 e 207.